# Đinh Đồng Phụng Việt

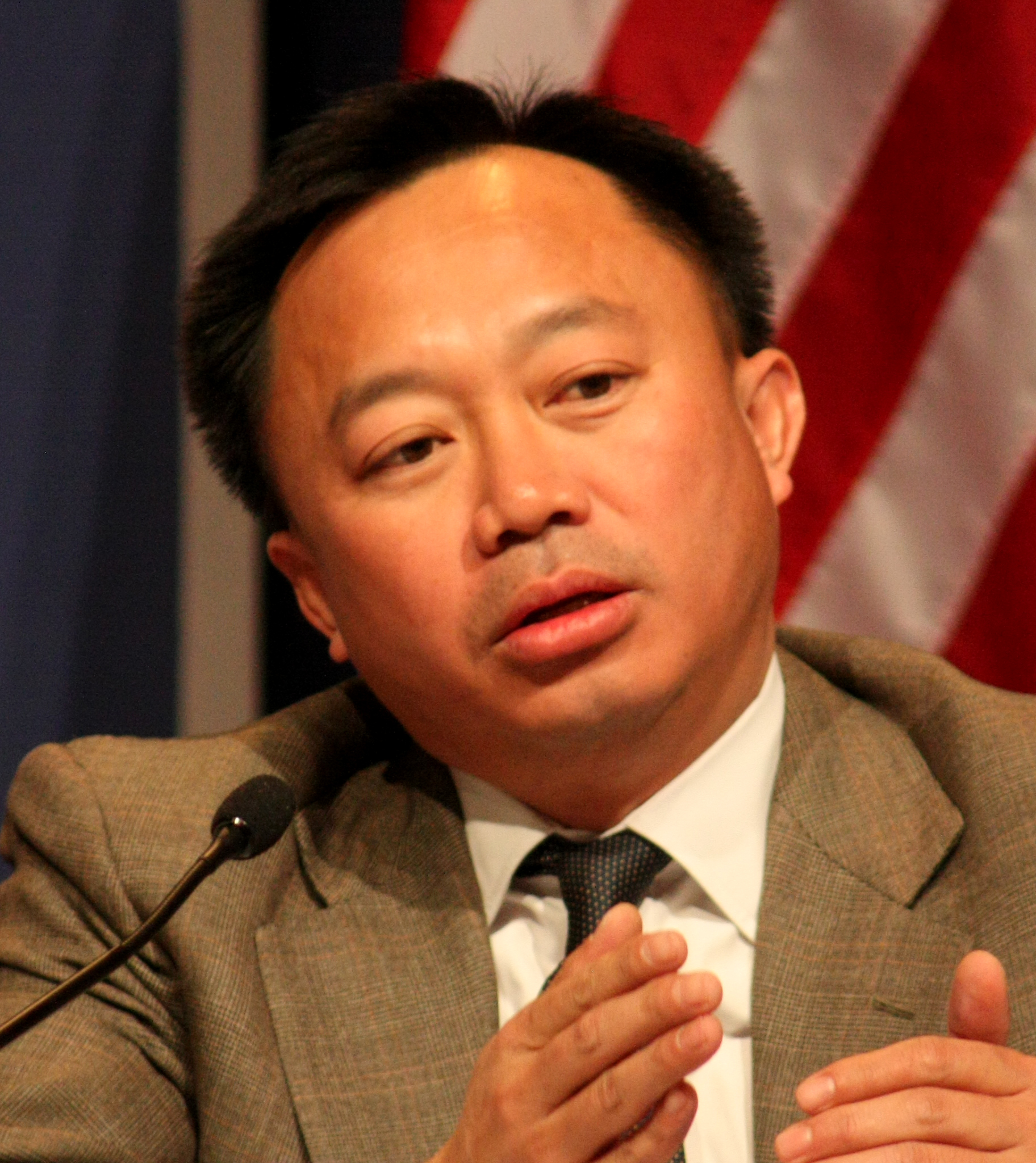
Đinh Việt

Đinh Đồng Phụng Việt (sinh 22 tháng 2 năm 1968), được biết nhiều hơn với tên tiếng Anh như Viet Dinh, Viet D. Dinh, hoặc ngắn gọn Đinh Việt, là Trợ lý Bộ trưởng Tư pháp Hoa Kỳ (Assistant Attorney General)  từ 2001 đến 2003, tác giả đạo luật chống khủng bố PATRIOT Act sau sự kiện 11 tháng 9. Từng tham gia ban điều hành của tập đoàn News Corporation (cũ) nay ông là Giám Đốc Pháp lý và Chính sách của Tập đoàn truyền thông Fox Corporation.

## Tiểu sử
- Sinh ngày 22 tháng 2 năm 1968 tại Sài Gòn, Việt Nam Cộng hòa
- Là thuyền nhân đến Hoa Kỳ tị nạn từ năm 1978
- Bằng tiến sĩ luật của Đại học Harvard, năm 1993
- Từng là Giám đốc Chương trình Nghiên cứu chính trị và pháp luật châu Á, Giám đốc Chương trình Hành chính doanh nghiệp và pháp luật.
- Trợ lý Bộ trưởng Tư pháp Hoa Kỳ dưới thời Tổng thống George W. Bush, từ ngày 31 tháng 5 năm 2001 đến năm 2003. Ở cương vị này, ông phụ trách Cục Chính sách Pháp lý (Office of Legal Policy) của Bộ Tư pháp Hoa Kỳ.
- Hiện nay ông là giáo sư tại Đại học Georgetown, Phó chủ nhiệm khoa Luật tại trường này.
- Từ 16 tháng 4 năm 2004 ông là thành viên Hội đồng Quản trị (Board of Directors) của tập đoàn truyền thông News Corporation (cũ), nay là Tập đoàn Fox Corporation.[5]. Ngoài ra ông còn có khả năng được đề cử vào Tối cao Pháp viện Hoa Kỳ.[6]

## Những chức vụ đã đảm nhiệm
- Giám đốc điều hành (Corporate directors) của tập đoàn News Corporation (từ năm 2004), nay là Fox Corporation
- Giáo sư Đại học Georgetown, Phó chủ nhiệm khoa luật
- Cố vấn đặc biệt trong Uỷ ban điều tra vụ Whitewater
- Giám đốc Chương trình Nghiên cứu chính trị và pháp luật châu Á
- Giám đốc Chương trình Hành chính doanh nghiệp và pháp luật
- Thư ký Tòa án tối cao Liên bang Hoa Kỳ
- Trợ lý Bộ trưởng Tư pháp Hoa Kỳ